# 카노아스

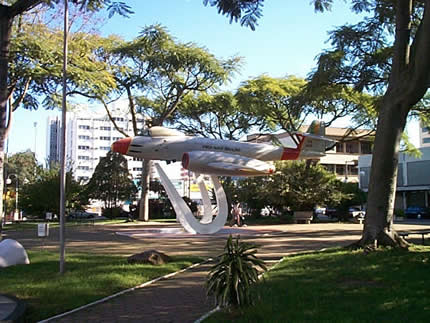
카노아스

카노아스의 위치

카노아스(포르투갈어: Canoas)는 브라질 히우그란지두술주의 도시로 면적은 131.097km2, 높이는 8m, 인구는 333,322명(2006년 기준), 인구 밀도는 2,542.56명/km2이다. 도시가 설립된 시기는 1939년 6월 27일이다. 포르투알레그리 도시권을 형성하는 도시 가운데 한 곳이며 히우그란지두술 주에서 두 번째로 GDP(국내 총생산)이 높은 도시이다. 브라질 공군이 운영하는 카노아스 공군 기지가 위치한다.

## 같이 보기
- 포르투알레그리